# Luigi de Filippis
Luigi de Filippis (Napels, 4 januari 1922) is een voormalig Italiaans autocoureur. Hij schreef zich eenmaal in voor een Formule 1-race, zijn thuisrace in 1950, maar verscheen niet aan de start.
Hij is de broer van Maria Teresa de Filippis, de eerste vrouw die ooit deelnam aan een Formule 1-race.